# بريدجيت هوفمان
بريدجيت هوفمان (بالإنجليزية: Bridget Hoffman)‏ هي كاتبة سيناريو وممثلة أمريكية، ولدت في 26 أبريل 1995 بلوس أنجلوس في الولايات المتحدة.

## أعمال

### أفلام
- (2009) الأميرة والضفدع[5][6][7][8][9]
- (2010) رابونزل[10][11][12][13]
- (2013) ملكة الثلج
- (2014) الأبطال الستة[14][15][16][17]

## وصلات خارجية
- بريدجيت هوفمان على موقع IMDb (الإنجليزية)
- بريدجيت هوفمان على موقع قاعدة بيانات الفيلم (الإنجليزية)
- بريدجيت هوفمان على موقع ANN person (الإنجليزية)